# Falerno del Massico rosso riserva
Il Falerno del Massico rosso riserva è un vino DOC la cui produzione è consentita nella provincia di Caserta.

## Caratteristiche organolettiche
- colore: rosso rubino intenso, tendente al granato per l'invecchiamento.
- odore: profumo caratteristico ed intenso.
- sapore: asciutto, caldo, robusto ed armonico.

## Produzione
Provincia, stagione, volume in ettolitri
- Caserta